# Дезідеріус Гампель
Дезідеріус Гампель (нім. Desiderius Hampel; 20 січня 1895, Сисак, Хорватія — 11 січня 1981, Грац, Австрія) — бригадефюрер СС, генерал-майор військ СС, командир 13-ї добровольчої гірськострілецької дивізії військ СС «Ханджар». Кавалер Лицарського хреста Залізного хреста, Залізного хреста 1-го та 2-го класу, Хреста Військових заслуг з Мечами та Нагрудного знаку за поранення в сріблі.

## Життєпис
Дезідеріус Гампель народився 20 січня 1895 року в місті Сисак, Австро-Угорщина (нині Хорватія). Його батько був інспектором на Австрійській залізниці, родині часто доводилося подорожувати по Європі та мешкати в різних кутках Австро-Угорської Імперії. Завдяки цьому молодий Гампель оволодів декількома мовами. Після того, як Гампель закінчив початкову школу, він був відправлений у військове училище в Карловаці.

### Перша світова війна
У жовтні 1914 року, після закінчення училища, Гампель проходив на службу в армію Австро-Угорщини у 16-й угорський піхотний полк, як кадет.
Військова кар'єра
- 15 жовтня 1914 — Фенріх
- 1 травня 1915 — Лейтенант
- 1 травня 1917 — Обер-лейтенант
- 1937 — Гауптман угорської армії
- 1941 — Майор хорватської армії
- 15 травня 1942 — Штурмбаннфюрер
- 9 листопада 1943 — Оберштурмбанфюрер СС
- 2 квітня 1944 — Штандартенфюрер СС
- 9 листопада 1944 —Оберфюрер СС
- 30 січня 1945 — Бригадефюрер СС і генерал-майор військ СС

У квітні 1915 року командує взводом. В кінці року отримав звання лейтенанта і був відправлений на навчання в Брук-ан-дер-Лайту. Після закінчення очолив 4-ту роту свого полку. 1 травня 1917 року Дезідеріус Гампель підвищено до обер-лейтенанта. У вересні 1918 року був призначений заступником командира 36-го батальйону, який вів бойові дії в Сербії до кінця війни.
Із закінченням війни Дезідеріус Гампель перебував у полоні, звідки втік тільки через рік, з Відня в Будапешт. Переїхав жити до Німеччини.
З 1925 по 1928 роки вивчав лісове господарство у Мюнхенському університеті. По закінченні і до грудня 1937 року працював у лісовій промисловості за фахом. У 1938 року вступає в Угорську армію, де до березня 1941 року служить у Будапешті.

### Друга світова
У листопаді 1941 року командує охоронними частинами Ксаппеле. До кінця 1941 року переходить на службу в хорватські війська в чині майора (Bojnik). Служив у розвідувальному відділі штабу III армійського корпусу Домобрана, частини якого дислокувалися в Південній Боснії і Герцеговині (зі штаб-квартирою у місті Сараєво)
15 травня 1942 року переведений у війська СС (№ 468174) в чині штурмбанфюрера СС. Вже з 25 травня призначений командиром 3-го батальйону 13-го гірського єгерського полку СС 7-го добровольчої гірської дивізії СС «Принц Ойген». 11 червня 1943 року Гампель був призначений командиром польового запасного батальйону гірськострілецької дивізії СС «Принц Євген», тепер в його завдання входило ведення бойових дій, а підготовка поповнень і навчання кадрів для поповнення дивізії.
У грудні 1942 року «Принца Ойґен» перекинули в район міста Карловац для участі у антипартизанській операції «Вейсс-1» — по очищенню від партизанів Бихачского округу. У цій операції Гампель відзначився і 30 січня 1943 року був нагороджений шпангой до Залізного хреста 2-го класу. Потім Гампель взяв участь в боях з партизанами у районі Мостара (операція «Вейсс-2»). Пізніше дивізії було доручено здійснювати контроль над територією по лінії комунікацій Сараєво–Мостар.
З 28 вересня 1943 року призначений командиром 27-го гірського єгерського батальйону СС 13-ї гірської дивізії СС «Ханджар». У листопаді 1943 року табір в Нойгаммері, де йшло формування дивізії, відвідав з інспекційною поїздкою рейхсфюрер СС Генріх Гіммлер. Йому було представлено кілька офіцерів — серед них був і Гампель. З 3 жовтня 1943 по 22 жовтня 1943 року Гампель також виконував обов'язки квартирмейстера дивізії. Гампель отримав чергове звання, 9 листопада 1943 року він став Оберштурмбанфюрер СС.
У кінці січня 1943 року дивізія повернулася на Балкани. З середини лютого 1944 року дивізію направили в Боснію, де їй належало забезпечувати безпеку комунікацій від загонів партизан Йосипа Броз Тіто. Дивізії була виділена оперативна зона, яка включала в себе Північно-Східну Боснію, Західну Сербію і Південний Срем. До цього часу Гампель отримав ще одну нагороду — «Хрест за військові заслуги 2-го класу з мечами» (30 січня 1944 року).
2 квітня 1944 року Гампель отримав звання штандартенфюрер СС. У тому ж місяці дивізія була передана в підпорядкування штабу 2-ї танкової армії, на чолі якої стояв генерал-полковник Лотар Рендулич, хорват за походженням, у минулому офіцер австро-угорської армії.
21 червня 1944 року командир 13-ї гірськострілецької дивізії військ СС «Ханджар» бригадефюрер СС, генерал-майор військ СС Карл Густав Зауберцвейґ пішов на підвищення. Звільнене місце командира дивізії зайняв штандартенфюрер СС Дізедеріус Гампель
У жовтні–листопаді 1944 року дивізія військ СС «Ханджар» була перекинута в Південну Угорщину, де в низині Дунаю її кинули проти радянських військ. Тут стало ясно, що якщо німецький контингент дивізії цілком придатний для використання, то мусульманський представляє незначну бойову цінність. У боях Гамплей поранений, його нагородили срібним знаком за поранення. 9 листопада 1944 року отримав звання оберфюрера СС.
Наприкінці 1944 року дивізія зазнала важких втрат і була зведена в бойову групу. 30 січня 1945 року Дізедеріус Гампель отримав звання Бригадефюрер СС та генерал-майора військ СС.
3 травня 1945 року нагороджений Лицарським хрестом Залізного хреста.
Дезідеріус Гампель пережив війну і помер 11 січня 1981 року в місті Грац, Австрія.

## Нагороди
- Хрест «За військові заслуги» (Австро-Угорщина) 3-го класу з військовою відзнакою і мечами
- Срібна і бронзова медаль «За військові заслуги» (Австро-Угорщина)
- Срібна медаль за хоробрість (Австро-Угорщина) 1-го класу
- Орден Залізної Корони 3-го класу з військовою відзнакою
- Військовий Хрест Карла (1918)
- Залізний хрест 2-го класу
- Нагрудний знак «За поранення» в чорному
- Пам'ятна військова медаль (Австрія) з мечами
- Пам'ятна військова медаль (Угорщина) з мечами
- Почесний хрест ветерана війни з мечами
- Застібка до Залізного хреста 2-го класу (30 січня 1943)
- Хрест Воєнних заслуг 2-го класу з мечами (30 січня 1944)
- Залізний хрест 1-го класу (29 червня 1944)
- Нагрудний знак «За поранення» в сріблі
- Лицарський хрест Залізного хреста (3 травня 1945)